# Quần đảo Công tước xứ York

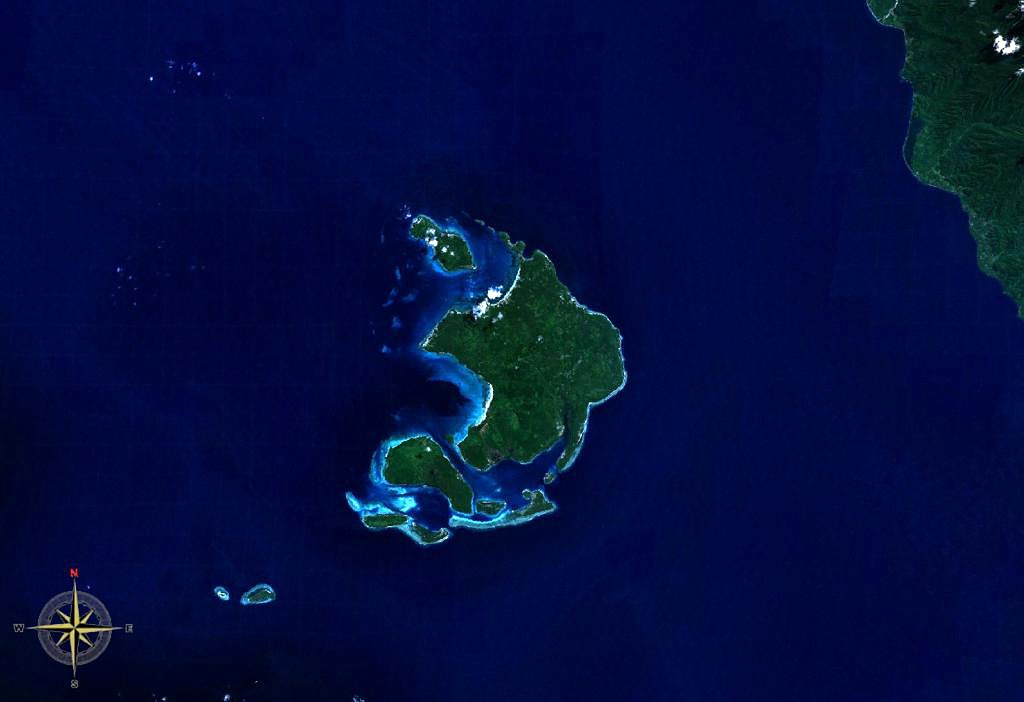
Bản đồ vệ tinh Quần đảo Công tước xứ York

Quần đảo Công tước xứ York (tên Đức: Neu Lauenburg), là một nhóm đảo thuộc tỉnh Đông New Britain, Papua New Guinea. Nằm trong eo biển St. George, giữa đảo New Britain và New Ireland, là một phần cấu tạo nên quần đảo Bismarck. Quần đảo được đặt tên bởi Philip Carteret năm 1767 nhằm tôn vinh hoàng tử Edward, con trai của Frederick, hoàn tử xứ Wales và em trai của vua George III của Anh.

## Địa lý
Quần đảo Công tước xứ York là một nhóm đảo bao gồm 13 hòn đảo, với tổng diện tích 58 km2. Đảo lớn nhất trong quần đảo là đảo Công tước xứ York, tiếp theo là các hòn đảo: Makada, Kabakon, Kerawara, Ulu, và Mioko.
Quần đảo nằm trong một khu vực hoạt động địa chất mạnh, nơi các tầng kiến tạo thường xuyên va vào nhau.
Những hòn đảo có độ cao tương đối thấp là một nguy cơ bị nhấn chiềm bởi mực nước biển ngày càng tăng. Ngày 28.11.2000 chính quyền công bố việc sơ tán và tái định cư hàng 1000 người đến đảo New Britain.

## Liên kết
- Photo from the Duke of York Islands